# Kalendarium historii Azerbejdżanu
Kalendarium historii Azerbejdżanu – uporządkowany chronologicznie, począwszy od czasów najdawniejszych aż do współczesności, wykaz dat i wydarzeń z historii Azerbejdżanu.

## Starożytność
- X lub IX w. p.n.e. – na terenie dzisiejszego Azerbejdżanu powstało państwo Mana[1]
- VII w. p.n.e. – Medowie podbili państwo Mana[1]
- 550 p.n.e. – państwo Medów weszło w skład Persji[1]
- 334 p.n.e. – Aleksander III Wielki podbił tereny dzisiejszego Azerbejdżanu[1]
- 330 p.n.e. – wódz medyjski Atropat założył własne państwo na południu Azerbejdżanu[1]
- 224 n.e. – tereny dzisiejszego Azerbejdżanu weszły w skład państwa Sasanidów[1]

## Średniowiecze
- I połowa VIII w. – w wyniku ekspansji arabskiej, Azerom narzucono islam[1]
- koniec VIII w. – powstał antymuzułmański ruch churramitów[1]
- 816-837 – pod wodzą Babaka wybuchło powstanie antyarabskie, zakończone klęską[1]
- II połowa IX w. – po rozpadzie kalifatu władza w Azerbejdżanie przeszła w ręce lokalnych feudałów, którzy utworzyli liczne małe państewka[1]
- IX w. – grupy ludności turkojęzycznej osiadły się w Azerbejdżanie[1]
- 1072–1092 – Malikszah I podbił Azerbejdżan[1]
- 1220–1235 – najazd Mongołów[1]
- 1260 – Mongołowie włączyli Azerbejdżan do państwa Ilchanów[1]
- 1386–1401 – pod wodzą Timura przeszła nowa fala najazdu mongolskiego[1]
- XV w. – kraj znalazł się pod supremacją plemion turkmeńskich państwa Czarnego i Białego Barana[1]

## Nowożytność
- od końca XV w. do XVIII w. – ścieranie się wpływów tureckich i perskich w Azerbejdżanie[1]
- XVII w. – niemal cały Azerbejdżan znalazł się w państwie Safawidów[1]
- 1746 – Azerbejdżan rozpadł się na szereg chanatów[1]
- 1813 – traktat gulistański: Rosja anektowała część Azerbejdżanu[1]
- 1828 – traktat turkmanczajski kończy wojnę persko-rosyjską, przekazując dawne chanaty nachiczewański i erywański pod kontrolę Rosji[2]
- II poł. XIX w. – w Azerbejdżanie rozwinął się przemysł naftowy[1]
- 1905–1907 – krwawe starcia pomiędzy Azerami a Ormianami[1]
- listopad 1917 – władzę w Baku przejęli bolszewicy[1]
- luty 1918 – Azerbejdżan wchodzi do Zakaukaskiej Demokratycznej Republiki Federacyjnej[3]
- marzec–czerwiec 1918 – Komuna Bakijska[4]
- maj 1918 – Azerbejdżan występuje z Zakaukaskiej Demokratycznej Republiki Federacyjnej, proklamowano Demokratyczną Republikę Azerbejdżanu[1]
- sierpień–wrzesień 1918 – po interwencji brytyjskiej, władzę objęła koalicja eserowców, mienszewików, Musawatu i ormiańskich dasznaków[1]
- wrzesień–listopad 1918 – kraj opanowali Turcy[1]
- kwiecień 1920 – Armia Czerwona weszła do Baku, proklamowano Azerbejdżańską SRR[1]
- lat 20. XX w. – Azerbejdżan przyjął alfabet łaciński[1]
- grudzień 1922 – Azerbejdżańska SRR weszła w skład ZSRR[1]

## Azerbejdżan w ZSRR
- 1923 – Azerbejdżan przyłączył do siebie Górski Karabach i Nachiczewan[1]
- 1939 – janalif zamieniono na cyrylicę[1]
- lipiec 1941 – wojska brytyjskie wkroczyły do Azerbejdżanu[1]
- 1946 – Południowy Azerbejdżan znalazł się pod kontrolą Armii Czerwonej[1]
- 1988 – w Górskim Karabachu doszło do wybuchu walk azersko-ormiańskich[1]
- 1989 – powstał nacjonalistyczny, niepodległościowy Ludowy Front Azerbejdżanu[1]
- 18 października 1991 – Azerbejdżan proklamował niepodległość[5]

## Niepodległy Azerbejdżan
- czerwiec 1992 – prezydentem został Əbülfəz Elçibəy[6]
- czerwiec 1993 – w wyniku zamachu stanu władze objął Heydər Əliyev[1][5]
- maj 1994 – w Biszkeku Azerbejdżan, Armenia i Górski Karabach podpisały umowę w sprawie rozwiązania kwestii Karabachu[5]
- październik 2003 – nowym prezydentem został İlham Əliyev[1]
- 2003 – w wyniku sfałszowania wyborów prezydenckich wybuchły manifestacje społeczne[1]
- listopad 2005 – odbyły się wybory parlamentarne[5]
- 2005 – Azerbejdżan otworzył gazociąg naftowy z Baku do tureckiego portu Ceyhan[1]
- 2008 – Azerbejdżan, Armenia i Rosja podpisały deklarację o pokojowym rozwiązaniu kwestii Górskiego Karabachu[1]